# Takashi Mizuno
Takashi Mizuno (水野 隆 Mizuno Takashi?,  nacido el 28 de abril de 1931 en Hyōgo, Imperio del Japón) es un exfutbolista japonés que se desempeñaba como delantero.
En 1955, Mizuno jugó para la selección de fútbol de Japón.

## Trayectoria

### Clubes
| Club            | País  | Año         |
| --------------- | ----- | ----------- |
| Yuasa Batteries | Japón | 1954 - ???? |

### Selección nacional
| Selección | País  | Año  |
| --------- | ----- | ---- |
| Absoluta  | Japón | 1955 |

## Estadística de equipo nacional
| Selección de Japón | Selección de Japón | Selección de Japón |
| Año                | Part.              | Goles              |
| ------------------ | ------------------ | ------------------ |
| 1955               | 1                  | 0                  |
| Total              | 1                  | 0                  |